# Regius Professor of Forensic Medicine (Glasgow)
Der Regius Professor of Forensic Medicine ist eine 1839 von Queen Victoria unter dem Titel Regius Professor of Medical Jurisprudence and Forensic Medicine gestiftete Regius Professur der University of Glasgow. Die Professur ist die zweitälteste Professur für Rechtsmedizin in Großbritannien. Älter ist nur die 1807 gegründete Regius Professorship of Forensic Medicine an der University of Edinburgh.

## Geschichte
Mit der Stiftung der Regius Professur wurde auch gleichzeitig der Lehrstuhl für medizinische Rechtsprechung und Rechtsmedizin an der Universität Glasgow gegründet. Das Fach war zuvor als Nebenfach der medizinischen Fakultät gelehrt worden. Der erste Professor, Robert Cowan wurde zwar in der königlichen Bestallungsurkunde als Professor of Medical Jurisprudence and Forensic Medicine bezeichnet, wurde aber in der Praxis und den Universitätsverzeichnissen als Professor of Medical Jurisprudence and Medical Police geführt. Er wurde in einer kurzen Phase einer Whig-Regierung gegen den Willen der Universitätsleitung bestallt. Mangels eigener Räume lehrte er innerhalb der medizinischen Fakultät. Ab 1864 wurde Rechtsmedizin auch Teil der Ausbildung von Rechtsanwälten. Unterrichtet wurden Themen, bei denen Medizin und Jurisprudenz eine Rolle spielten sowie öffentliche Gesundheit.
Auch der zweite Professor, Harry Rainy wurde unter politischer Einflussnahme ernannt, diesmal der Tory-Partei. Er wurde die letzte politische Besetzung des Amtes. Wie sein Vorgänger lehrte Rainy Forensik und Juristik, ließ aber die öffentliche Gesundheit völlig aus dem Lehrplan entfallen, die Cowan so sehr am Herzen gelegen hatte. Rainy verfügte schon über eigene Räume im neuen Gilbert-Scott-Gebäude mit einem Lehrsaal für Operationen und drei weiteren Räumen. 1907 zog das Institut dann in ein speziell für die Forensik eingerichtetes Gebäude. Auch der ältere John Glaister, Regius Professor ab 1898 lehrte bis 1922 noch öffentliche Gesundheit. Später wurde dieses Fach als alleinstehender Studiengang angeboten.
Glaister wurde eine enorm einflussreiche Gestalt im schottischen Rechtssystem, nachdem er in mehreren Rechtsfällen als Gutachter für die Krone aufgetreten war. Sein Sohn, John Glaister (der Jüngere), hatte in Glasgow studiert und kehrte 1931 nach Arbeit im Militär und sehr erfolgreicher privater Praxis als Regius Professor zurück und wurde Nachfolger seines Vaters im Amt. Die beiden machten aus der Professur eines der führenden Institute für Rechtsmedizin im Vereinigten Königreich und ihr Einfluss dauert fort durch das von ihnen verfasste Standardwerk Medical Jurisprudence and Toxicology, dass von 1902 bis 1979 in dreizehn Auflagen erschien. In den rund 60 Jahren, die Vater und Sohn die Professur innehatten führten sie die Entomologie und die Untersuchung von Maden in die Forensik ein. Ihr Institut war unter ihrer Führung ebenfalls führend in der ballistischen Arbeit zur Rekonstruktion von Geschoßverletzungen, die sie an den amputierten Gliedern von Verkehrstoten durchführten. Nicht zuletzt durch die lange Zeit, die beide Glaisters in der Regius Professur verbrachten, beeinflussten sie Generationen von Studenten, von denen einige selbst zu Gründern von forensischen Instituten weltweit wurden.
1979 wurde die Abteilung auf den Namen Forensic Medicine and Science umgetauft, mit dem es seither bezeichnet wird.  1987 zog die Abteilung unter der Leitung von Alan Albert Watson an seine heutige Adresse im Joseph-Black-Gebäude. Unter Watsons Leitung wurde es die größte Abteilung für Forensik in Schottland. Die Abteilung ist der zweitälteste des Fachs in Großbritannien.  In der forensischen Pathologie des Instituts werden bis zu 2500 Obduktionen für die Behörden von Glasgow und angrenzender Bezirke ausgeführt.

## Professoren
| Name                    | Namenszusatz                                                                                 | von          | bis           | Anmerkung |
| ----------------------- | -------------------------------------------------------------------------------------------- | ------------ | ------------- | --- |
| Robert Cowan            | M.D.                                                                                         | 1839         | 1841          | Cowan hatte in Glasgow studiert und 1834 seinen M.D. erworben. Er veröffentlichte einige Schriften zum Thema der Professur, lehrte aber aufgrund seiner angegriffenen Gesundheit wenig. Cowans Sohn, John Black Cowan, wurde 1865 zum Regius Professor of Materia Medica berufen. |
| Harry Rainy             | M.D., LL.D.                                                                                  | 1841         | 1872          | Rainy stellte als erster eine Formel vor, nach der der Todeszeitpunkt bestimmt werden konnte. Die Voraussetzungen für Rainys Formel waren allerdings so unrealistisch, dass sie nicht weiter verfolgt wurde. Sein Nachfolger, John Glaister, Sr., hatte mit seiner Methode und der Glaister-Formel einen nachhaltigeren Einfluss. |
| Pierce Adolphus Simpson | M.A., M.D.                                                                                   | 1872         | 1898          | Simpson wurde vereinzelt als fähiger Botaniker und Lehrer gelobt. Andere Stimmen, insbesondere John Lenihan, sprechen ihm jeglichen Beitrag zur Rechtsmedizin ab. Einigkeit bestand, dass sein Nachfolger sich fachlich stärker engagierte. |
| John Glaister, Senior   | M.D., D.P.H., LL.D., F.R.F.P.S.G                                                             | 1898         | 1931          | Glaister kam mit einem Studium der Rechtswissenschaften und der Medizin und viel Erfahrung als Polizei-Chirurg ins Amt. Er verfügte über Abschlüsse in öffentlicher Gesundheit und gestaltete die Lehrpläne neu. Er war der erste Amtsinhaber, der aktiv in Gerichtsprozessen auftrat, was seine Bekanntheit förderte und darin gipfelte, dass der Autor der populären Perry-Mason-Bücher, Erle Stanley Gardner, Glaister eines seiner Bücher widmete (The Case of the Horrified Heirs). |
| John Glaister, Junior   | M.D., J.P., D.Sc., F.R.S.E., F.R.F.P.S. (Glasgow) of the Inner Temple, Barrister-at-law;     | 1931         | 30. Sep. 1962 | Der Sohn seines Vorgängers hatte mehrere Jahre als Assistent seines Vaters gelehrt. Gemeinsam prägten sie die Forensik in Glasgow für über 60 Jahre. Das von seinem Vater zuerst aufgelegte und von ihm substanziell erweiterte Werk Medical Jurisprudence and Toxicology wurde zum Standardwerk der Forensik. |
| Gilbert Forbes          | Esq., M.D., B.Sc., F.R.F.P.S., F.R.C.S.                                                      | 1964         | 30. Sep. 1974 | Der in Glasgow ausgebildete Forbes hatte mehrere Jahre als Polizei-Chirurg in Sheffield Erfahrungen gesammelt, wo er bis 1964 an der University of Sheffield lehrte. |
| William Arthur Harland  | M.D., Ph.D.                                                                                  | 1. Okt. 1974 | 1985          | Der in Irland geborene Arthur Harland hatte mehrere Jahre in Kanada praktiziert und gelehrt und dann einige Jahre an der University of the West Indies gearbeitet. Nach seiner Rückkehr nach Großbritannien wurde er von der University of London promoviert und folgte Forbes, als sich dieser 1974 vom Lehrstuhl zurückzog. Harland galt als Kapazität zu Erkrankungen der Schilddrüse und der Atherosklerose. Er verstarb unerwartet am 9. Januar 1985 im Amt.                        |
| Alan Albert Watson      | M.A., M.B., B.Sc.                                                                            | 1986         | 1992          | Watson wurde der erste Engländer auf dem Lehrstuhl. Er mehrfach den Versuch unternommen, als Missionsarzt in Afrika zu arbeiten, war ausgebildeter Tropenmediziner und Pathologe und ein Sprachtalent, der mehrere Sprachen fließend beherrschte. Unter Watsons Leitung zog das Institut in die modernen Labore im Joseph-Black-Building und wurde die größte Abteilung für Forensik in Schottland.                                                                                      |
| Peter Savvas Vanezis    | M.B., Ch.B., D.M.J.(Path.), F.R.C.Path., M.D., Ph.D., F.R.C.P. (Glasgow), F.F.F.L.M., O.B.E. | Okt. 1993    | 2003          | Der in Nikosia (Zypern) geborene Vanezis war an der University of Bristol ausgebildet. Er übernahm die Professur nach einer erfolgreichen praktischen Karriere als Pathologe mit über 2000 Autopsien von verdächtigen Todesfällen, von denen ca. 1500 als Tötungsdelikte entlarvt wurden. |
| Unbekannt               |                                                                                              | 2003         |               | |